# Supercoupe d'Europe masculine de handball 2003
Navigation
Supercoupe 2002 Supercoupe 2004
La Supercoupe d'Europe masculine de handball 2003 est la 8e édition de la compétition qui a eu lieu les 25 et 26 octobre 2003 à Valladolid en Espagne.
Elle est remportée par le FC Barcelone pour la 5e fois.

## Équipes engagées et formule
Les équipes engagées sont :
- Montpellier Handball, vainqueur de la Ligue des champions 2002-2003 (C1) ;
- BM Ciudad Real, vainqueur de la Coupe des coupes (C2) ;
- FC Barcelone, vainqueur de la Coupe de l'EHF (C3) ;
- BM Valladolid, invité en tant qu'organisateur.

Le format de la compétition est une phase finale à 4 (demi-finale, finale et match pour la 3e place) avec élimination directe.

## Résultats
|  | Demi-finales         | Demi-finales  |                        |    | Finale | Finale |
|  | Demi-finales         | Demi-finales  |                        |    | Finale | Finale |
|  |                      |               |                        |    |        |        |
|  |                      |               |                        |    |        |        |
|  |                      |               |                        |    |        |        |
|  | FC Barcelone         | 27            |                        |    |        |        |
|  | FC Barcelone         | 27            |                        |    |        |        |
|  | BM Ciudad Real       | 26            |                        |    |        |        |
|  | BM Ciudad Real       | 26            | FC Barcelone           | 30 |        |        |
|  |                      |               | FC Barcelone           | 30 |        |        |
|  |                      | BM Valladolid | 29                     |    |        |        |
|  | BM Valladolid        | BM Valladolid | 29                     | 31 |        |        |
|  | BM Valladolid        |               |                        | 31 |        |        |
|  | Montpellier Handball | 27            |                        |    |        |        |
|  | Montpellier Handball | 27            | Match pour la 3e place |    |        |        |
|  |                      |               |                        |    |        |        |
|  |                      |               |                        |    |        |        |
|  |                      |               |                        |    |        |        |
|  | BM Ciudad Real       | 29            |                        |    |        |        |
|  | BM Ciudad Real       | 29            |                        |    |        |        |
|  | Montpellier Handball | 28            |                        |    |        |        |
|  | Montpellier Handball | 28            |                        |    |        |        |

### Demi-finales
| 25 octobre 2003 16h30 | FC Barcelone  | 27 - 26   | BM Ciudad Real        | Valladolid, Espagne Affluence : 7 000 Arbitrage : Svein Olav Oie, Oyvind Togstad |
| 25 octobre 2003 16h30 | Iker Romero 6 | (15 - 11) | Källman, Stefánsson 5 | Valladolid, Espagne Affluence : 7 000 Arbitrage : Svein Olav Oie, Oyvind Togstad |
| 25 octobre 2003 16h30 | ×3 ×4         | Rapport   | ×3 ×6 ×1              | Valladolid, Espagne Affluence : 7 000 Arbitrage : Svein Olav Oie, Oyvind Togstad |

| 25 octobre 2003 18h30 | BM Valladolid      | 31 - 27   | Montpellier Handball | Valladolid, Espagne Affluence : 7 000 Arbitrage : Vladimir Rancik, Jan Beno |
| 25 octobre 2003 18h30 | Duško Milinović 10 | (15 - 15) | Mladen Bojinović 6   | Valladolid, Espagne Affluence : 7 000 Arbitrage : Vladimir Rancik, Jan Beno |
| 25 octobre 2003 18h30 | ×3 ×2              | Rapport   | ×2 ×3                | Valladolid, Espagne Affluence : 7 000 Arbitrage : Vladimir Rancik, Jan Beno |

### Match pour la3eplace
| 26 octobre 2003 16h00 | BM Ciudad Real      | 29 - 28   | Montpellier Handball | Valladolid, Espagne Affluence : 3 700 Arbitrage : Vladimir Rancik, Jan Beno |
| 26 octobre 2003 16h00 | Talant Dujshebaev 6 | (12 - 16) | Sobhi Sioud 6        | Valladolid, Espagne Affluence : 3 700 Arbitrage : Vladimir Rancik, Jan Beno |
| 26 octobre 2003 16h00 | ×2 ×3               | Rapport   | ×2 ×3                | Valladolid, Espagne Affluence : 3 700 Arbitrage : Vladimir Rancik, Jan Beno |

### Finale
| 26 octobre 2003 18h00 | FC Barcelone  | 30 - 29   | BM Valladolid | Valladolid, Espagne Affluence : 7 000 Arbitrage : Peter Hansson, Peter Olsson |
| 26 octobre 2003 18h00 | Frode Hagen 7 | (15 - 15) | Julio Fis 7   | Valladolid, Espagne Affluence : 7 000 Arbitrage : Peter Hansson, Peter Olsson |
| 26 octobre 2003 18h00 | ×2 ×3         | Rapport   | ×3            | Valladolid, Espagne Affluence : 7 000 Arbitrage : Peter Hansson, Peter Olsson |